# Víctor Barrio
Víctor Barrio Hernanz est un matador espagnol né le 29 mai 1987 à Grajera dans la province de Ségovie et mort le 9 juillet 2016 à Teruel. Il est le premier matador mort dans l'arène en Espagne depuis El Yiyo en 1985.

## Carrière
Víctor Barrio a commencé sa carrière de torero tardivement, à l'âge de vingt ans. Il a pris l'alternative le 8 avril 2012 aux arènes de Las Ventas à Madrid, avec El Fundi comme parrain.

## Mort dans l'arène
Le 9 juillet 2016, alors qu'il combat le taureau Lorenzo dans les arènes de Teruel, un coup de vent soulève la muleta de Barrio qui est chargé par le taureau. Après être retombé au sol, le torero reçoit un coup de corne qui le perfore sur le côté. Il est transporté vers l'infirmerie, où sa mort est constatée à 20h25. La feria, qui était télévisée en direct par Telemadrid, est suspendue. Barrio est le premier matador à mourir dans l'arène en Espagne depuis El Yiyo en 1985, et le premier torero depuis la mort des banderilleros Manolo Montoliu (José Manuel Calvo Bonichón)  encore écrit  Montoliú,  et Ramón Soto Vargas (es) en 1992 .

### Réactions
Dans la soirée, le président du gouvernement Mariano Rajoy publie un message de condoléances, et le roi d'Espagne Philippe VI envoie un télégramme à la veuve du torero.
Cependant, la mort de Barrio ravive le débat autour de l'opposition à la corrida en Espagne. De nombreux messages se réjouissant de la mort du torero, ou l'insultant sont postés sur les réseaux sociaux. La Fundación del toro de lidia (fondation du taureau de combat) entame des actions en justice contre les auteurs des messages en question. Plusieurs associations de défense des animaux se sont désolidarisées des messages violents et insultants, un porte-parole du parti animaliste contre la maltraitance des animaux déclarant que « ceux qui luttent pour l'abolition de cette forme de violence contre les animaux ne peuvent pas se réjouir de la mort violente d'une personne survenue dans l'arène ».

## En hommage
Le 4 septembre 2016, pour la Feria de Nuestra Señora de San Lorenzo de Valladolid une corrida-hommage lui est dédiée avec, au cartel les  toreros El Juli’, José Tomás, Morante de la Puebla, José María Manzanares, Alejandro Talavante et Juan José Padilla.